# Lijst van voormalige gemeenten in Groenland

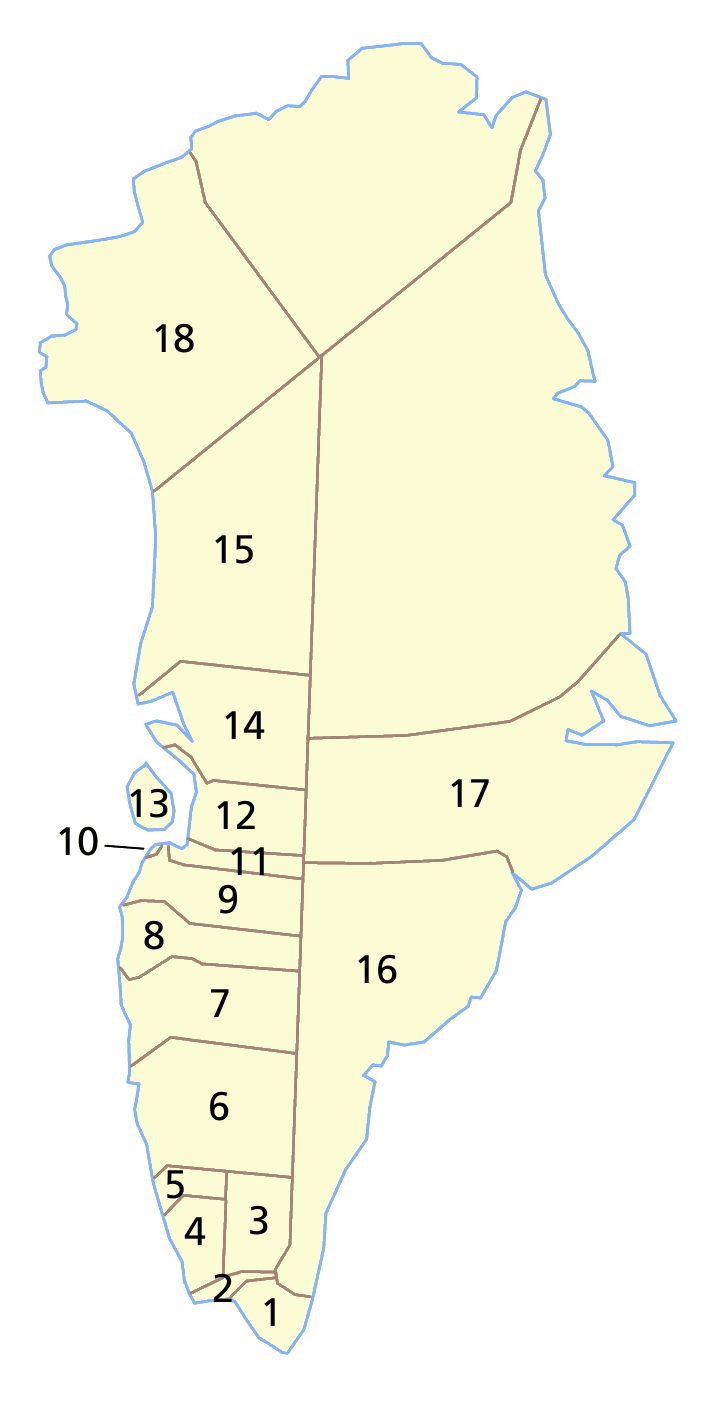
Gemeenten van Groenland

Groenland was tot 1 januari 2009 verdeeld in 18 Groenlandse gemeenten. Deze gemeenten bevonden zich merendeels in Kitaa, twee in Tunu en een in Avannaa. Het overige deel werd gevormd door een nationaal park. 
1. Nanortalik
2. Qaqortoq
3. Narsaq
4. Ivittuut
5. Paamiut
6. Nuuk
7. Maniitsoq
8. Sisimiut
9. Kangaatsiaq
10. Aasiaat
11. Qasigiannguit
12. Ilulissat
13. Qeqertarsuaq
14. Uummannaq
15. Upernavik
16. Ammassalik
17. Ittoqqortoormiit
18. Qaanaaq

Per 1 januari 2009 werden deze gemeentes vervangen door 4 nieuwe gemeentes:
- Kujalleq
- Qaasuitsup
- Qeqqata
- Sermersooq

Voormalige landsdelen: Kitaa  · Tunu  · Avannaa

Voormalige gemeenten: Aasiaat  · Ammassalik · Ilulissat · Ittoqqortoormiit  · Ivittuut · Kangaatsiaq  · Maniitsoq · Nanortalik · Narsaq · Nuuk · Paamiut · Qaanaaq · Qaasuitsup · Qaqortoq · Qasigiannguit · Qeqertarsuaq · Sisimiut · Upernavik · Uummannaq